# Jezernice
Jezernice (deutsch Jesernik, auch Seefeld) ist eine Gemeinde in Tschechien. Sie liegt acht Kilometer westlich von Hranice und gehört zum Okres Přerov.

## Geographie
Jezernice befindet sich rechtsseitig der Bečva am Fuße der Oderberge. Das Dorf erstreckt sich entlang des Baches Jezernice in Nord-Süd-Richtung. Am südlichen Ortsrand verläuft die Eisenbahnstrecke zwischen Hranice und Přerov, die das Tal der Jezernice auf einen 426 m langen Viadukt überwindet. Ebenfalls im Süden führt die E 442 zwischen Hranice und Lipník nad Bečvou vorbei. Jenseits der Bečva erheben sich im Süden die Berge Krásnice (461 m) und Maleník (479 m) im Maleníkwald. Nördlich des Dorfes befindet sich die Trasse der Autobahn D 1 / E 462 von Lipník nad Bečvou nach Bělotín, die im Jahre 2008 auf diesem Abschnitt für den Verkehr freigegeben werden soll.
Nachbarorte sind Podhoří im Norden, Milenov im Nordosten, Drahotuše und Slavíč im Osten, Přední Familie und Zadní Familie im Südosten, Týn nad Bečvou im Süden, Benátky und Lipník nad Bečvou im Südwesten, Loučka im Westen sowie Bohuslávky im Nordwesten.

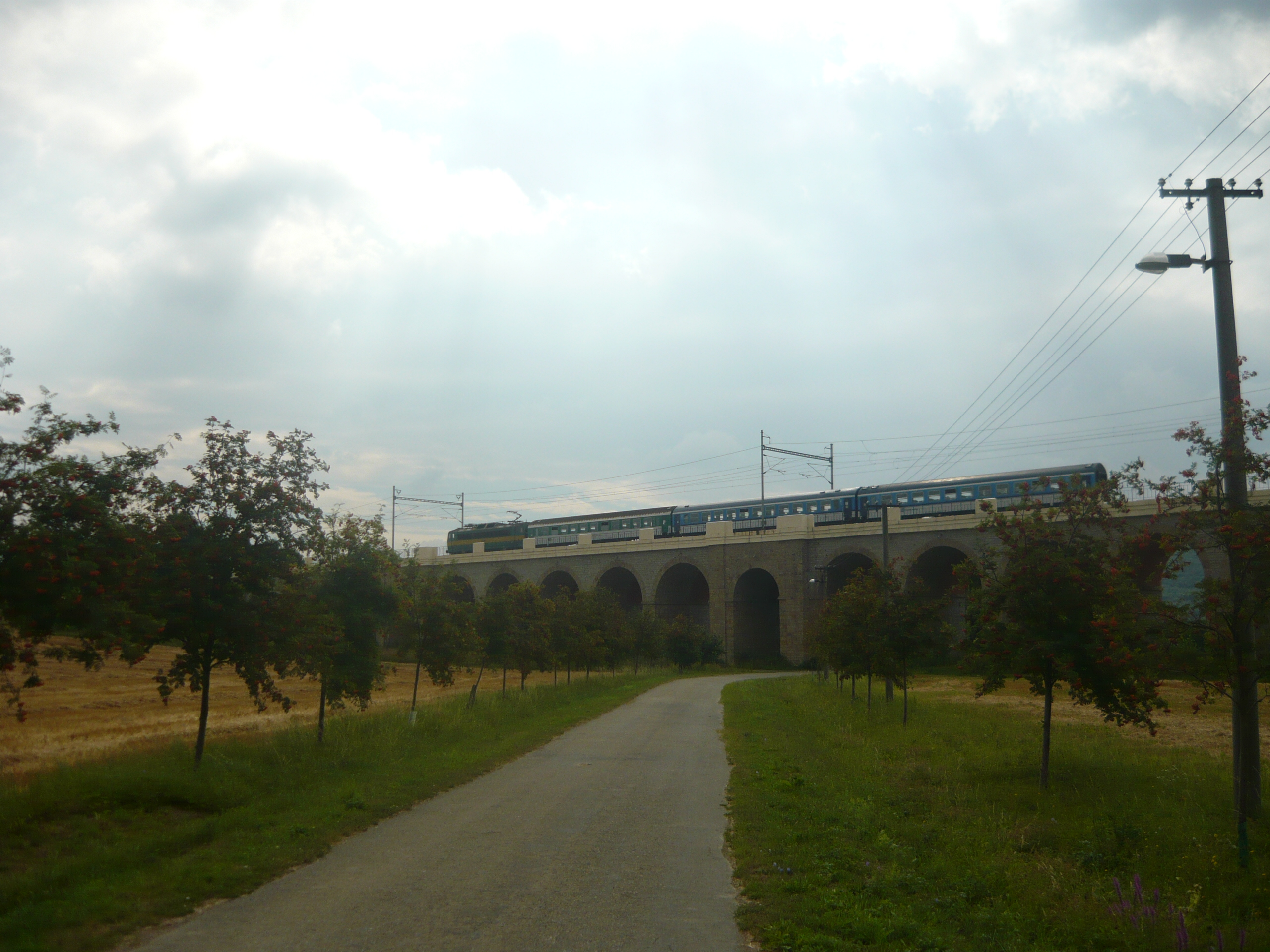
Viadukt von Jezernice

## Geschichte
Die erste urkundliche Erwähnung des Ortes stammt aus dem Jahre 1353. Eine Kirche und ein Pfarrhaus wurden in der ersten Hälfte des 14. Jahrhunderts errichtet. Zu Beginn des Dreißigjährigen Krieges erlosch die Pfarre und Jezerník wurde ab 1622 zu Drahotuš eingepfarrt.
1785 entstand eine neue Kirche, die 1855 zur Pfarrkirche erhoben wurde.
Südöstlich des Dorfes wurde zum Ende des 18. Jahrhunderts am Jeserniker Teich die Familiantensiedlung Colonie Jesernik angelegt.
Im Zuge des Baus der Kaiser Ferdinands-Nordbahn entstand zwischen 1842 und 1847 das Viadukt von Jesernitz.
Nach der Aufhebung der Patrimonialherrschaften wurde Jezerník 1849 zur selbstständigen Gemeinde in der Bezirkshauptmannschaft Mährisch Weißkirchen. Nach der Trockenlegung des Jeserniker Teiches wurde die Colonie Jesernik in der zweiten Hälfte des 19. Jahrhunderts erweitert und nachdem am Ostufer die Siedlung Zadní Familie / Hinterfamilie entstanden war, als Přední Familie / Vorderfamilie bezeichnet. Seit dem Ende des 19. Jahrhunderts fand der Ortsname Jezernice Verwendung. 1889 wurde der alte Friedhof, der sich um die Kirche befand, aufgehoben und der neue Friedhof am Weg nach Lipník nad Bečvou geweiht.
Im Zuge der Gebietsreform von 1960 und der Auflösung des Okres Hranice wurde Jezernice zum 1. Januar 1961 dem Okres Přerov zugeordnet. Zu Beginn des Jahres 1980 erfolgte die Eingemeindung nach Lipník nad Bečvou. Das Dorf bildete zusammen mit Přední Familie den Stadtteil Lipník nad Bečvou VIII - Jezernice. In einem Referendum entschieden sich 80 % der Einwohner von Jezernice für die Selbständigkeit, und die Gemeinde entstand daraufhin 1999 wieder.
Im Jahre 2002 wurde die Sanierung des Eisenbahnviaduktes abgeschlossen.

## Gemeindegliederung
Für die Gemeinde Jezernice sind keine Ortsteile ausgewiesen. Zu Jezernice gehört die Ansiedlung Přední Familie (Vorderfamilie).

## Sehenswürdigkeiten
- Viadukt von Jezernice
- Pfarrkirche St. Martin, erbaut 1785
- Burg Helfštýn, südlich des Dorfes
- Reste der Burg Drahotuš, nördlich von Jezernice in den Oderbergen